# Distretto di Phibun Mangsahan
Il distretto di Phibun Mangsahan (in thailandese: พิบูลมังสาหาร) è un distretto (amphoe) della Thailandia, situato nella provincia di Ubon Ratchathani.